# Concepción Cabrera de Armida
Concepción Cabrera de Armida (San Luis Potosí, 8 de dezembro de 1862 — Cidade do México, 3 de março de 1937) foi uma mística e escritora católica romana mexicana .
Ela foi beatificada na Cidade do México em 4 de maio de 2019, como a primeira leiga mexicana a receber esse reconhecimento .

## Vida
Ela nasceu em San Luís Potosí em 8 de dezembro de 1862, filha de Octaviano Cabrera Lacaveux e Clara Arias Rivera, que tinham uma vida familiar respeitável, mas não pródiga. Embora se lembrasse de ter frequentemente desobedecido aos pais quando criança, demonstrou um amor especial pela Santa Eucaristia desde tenra idade.
Em 1884, ela se casou com Francisco Armida, com quem teve nove filhos entre 1885 e 1899. Em 1901, quando tinha 39 anos, seu marido morreu e ela teve que cuidar de seus filhos, o mais novo deles com dois anos. Sua vida como viúva não foi facilitada pelo fato de a Revolução Mexicana ter durado de 1910 a 1921, matando a vida de 900.000 da população mexicana de 15 milhões. No entanto, seus escritos refletem uma incrível tranquilidade em meio ao caos que a cercava.
Como mística, ela relatou que ouviu Deus lhe dizendo: "Me peça uma vida longa e sofra e escreva muito ... Essa é sua missão na terra". Ela nunca reivindicou visões diretas de Jesus e Maria, mas falou de Jesus através de suas orações e meditações.
Sua vida espiritual começou antes da morte de seu marido. Em 1894, ela tomou "núpcias espirituais" e, em 1896, escreveu em seu diário: "Na verdade, depois que toquei em Deus e tive uma noção imperfeita de Seu Ser, quis prostrar-me, minha testa e meu coração, no pó e nunca levante-se novamente".
Durante a sua vida seus escritos foram examinados pela Igreja Católica no México e até mesmo durante sua peregrinação a Roma, em 1913, durante o qual ela teve uma audiência com o Papa Pio X. As autoridades da Igreja observaram favoravelmente seus escritos .

## Escritos
Seus filhos relatam que quase nunca a viram no processo de escrever, mas seus escritos e meditações religiosas totalizam mais de 60.000 páginas manuscritas. Assim, a duração de seus escritos religiosos se aproxima da de São Tomás de Aquino.
Como leiga, ela sempre procurou mostrar aos leitores como amar a Igreja. Ela escreveu:
Amar a Igreja não é criticá-la, não destruí-la, não tentar mudar suas estruturas essenciais, não reduzi-la ao humanismo, ao horizontalismo e ao simples serviço de uma libertação humana. Amar a Igreja é cooperar com a obra da Redenção pela Cruz e, assim, obter a graça do Espírito Santo para renovar a face desta pobre terra, conduzindo-a à consumação no desígnio do imenso amor do Pai.
Seu livro Eu Sou: Meditações Eucarísticas no Evangelho, foi o resultado de meditações durante a adoração eucarística. O objetivo é esclarecer as palavras com as quais Jesus define Quem Ele é em uma variedade de declarações, começando pelas palavras: "Eu sou".
Em Seasons of the Soul, ela via o amadurecimento da vida espiritual como um processo contínuo através das várias estações até que a alma cumprisse seu propósito na Terra. Ele discute como o Espírito Santo está trabalhando, transformando gradualmente a alma através de suas estações, à imagem e semelhança de Jesus.
O livro A Mother's Letters reflete o fato de que ela não era uma mística enclausurada, mas uma mãe ocupada com nove filhos e uma viúva durante um período turbulento na história política do México. As cartas fornecem um vislumbre de seu lado humano e caloroso enquanto ela se comunica com sua família.
Seus outros livros incluem: Aos Meus Sacerdotes, Horas Sagradas, Antes do Altar, Você pertence à Igreja e Irresistivelmente atraído pela Eucaristia.

## Morte
Conchita morreu em 3 de março de 1937, aos 74 anos de idade e foi enterrada na Igreja de San José del Altillo, na Cidade do México. Ela viveu uma vida multifacetada, sendo mãe, viúva, mística e escritora. Ela mesma escreveu:
Eu carrego dentro de mim três vidas, todas muito fortes: a vida familiar com suas múltiplas tristezas de mil tipos, ou seja, a vida de uma mãe; a vida das obras da cruz com todas as suas tristezas e peso, que às vezes me esmagam até que eu não tenha mais forças; e a vida do espírito ou da vida interior, que é a mais pesada de todas, com seus altos e baixos, suas tempestades e lutas, sua luz e trevas. Bendito seja Deus por tudo.

## Beatificação
Seu processo de canonização foi iniciado em 1959 pelo Arcebispo da Cidade do México, quando cerca de 200 volumes de seus escritos foram submetidos à Congregação para que as Causas dos Santos fossem avaliadas. O papa João Paulo II a declarou Venerável em 20 de dezembro de 1999 e ela iniciou o processo de beatificação.
O Papa Francisco confirmou um milagre atribuído a sua intercessão em 8 de junho de 2018 (abrindo caminho para que ela fosse beatificada formalmente), e Cabrera foi beatificada em 4 de maio de 2019 em uma cerimônia realizada na Cidade do México na Basílica de Nossa Senhora de Guadalupe. Ela também é a primeira mulher mexicana leiga a ser beatificada.